# حرائق الغابات
عُرفَت هذه الظّاهرة في الماضي بأسماء مُختلفة أبرزها حرائق الغابات أو حرائق البراري (بالإنجليزية: Wildfire) لكن هذه المصطلحات لا تعكس حقيقة هذا النّوع من الكوارث و لهذا يُطلق عليه اليوم اسم العواصف النّاريّة. هذه التّسمية تُمثّل بطريقة صحيحة قوّة هذه الحوادث لأن هذه الأخيرة تتمتّع بخاصيّات تمتاز بها العواصف المناخيّة الاعتيادية كالأعاصير مثلاً.
نذكر من هذه الخصائص استحالة السّيطرة على هذه الحرائق إذا وقعت، بالإضافة إلى الدّمار الذي تُلحِقه بالبشر والحجر. تتعدّد أنواع العواصف النّاريّة وتنشأ إجمالاً من تلقاء نفسها في الطّبيعة والمناطق الحرجيّة، التي تحتوي على كميّة كبيرة من النّبات سّريع الاشتعال ولهذا السّبب تتأخّر فِرق الطّوارئ للتّدخّل ما يُصعِّب مهمّتهم في إخماد النّار.

## أسباب الحرائق
تنقسم أسباب هذه الحرائق إلى مجموعتَين، الأولى طبيعيّة وتضم ضربات الرّعد التي تُطلق الشّرارة الأولى، و إلى جانب البريق الذي يَنتج عن الأحجار المُتدحرجة، و الاشتعال التّلقائي والثّورات البركانيّة. أمّا المجموعة الثّانية فهي الحرائق التي يُسبّبها الإنسان بطريقة مباشرة أو غير مباشرة من خلال الحريق المُتعمّد، السجائر المرمية في الطّبيعة، و النّار المُهملة بدون رقابة، و الشّرارة النّاتجة عن سلك كهربائي مقطوع، و قطع مساحات شاسعة من الأشجار، كما أن الحطب المهجور بين النّبات يُسرّع الحريق ويُساعد على نموِّه. تجدر الإشارة إلى أن هذه الأسباب تختلف بحسب المناطق لأنّها متعلّقة بطبيعة الأرض، و نوع التّربة، و الوضع المناخي العالم في هذا الجزء من العالم.

## أضرار الحرائق

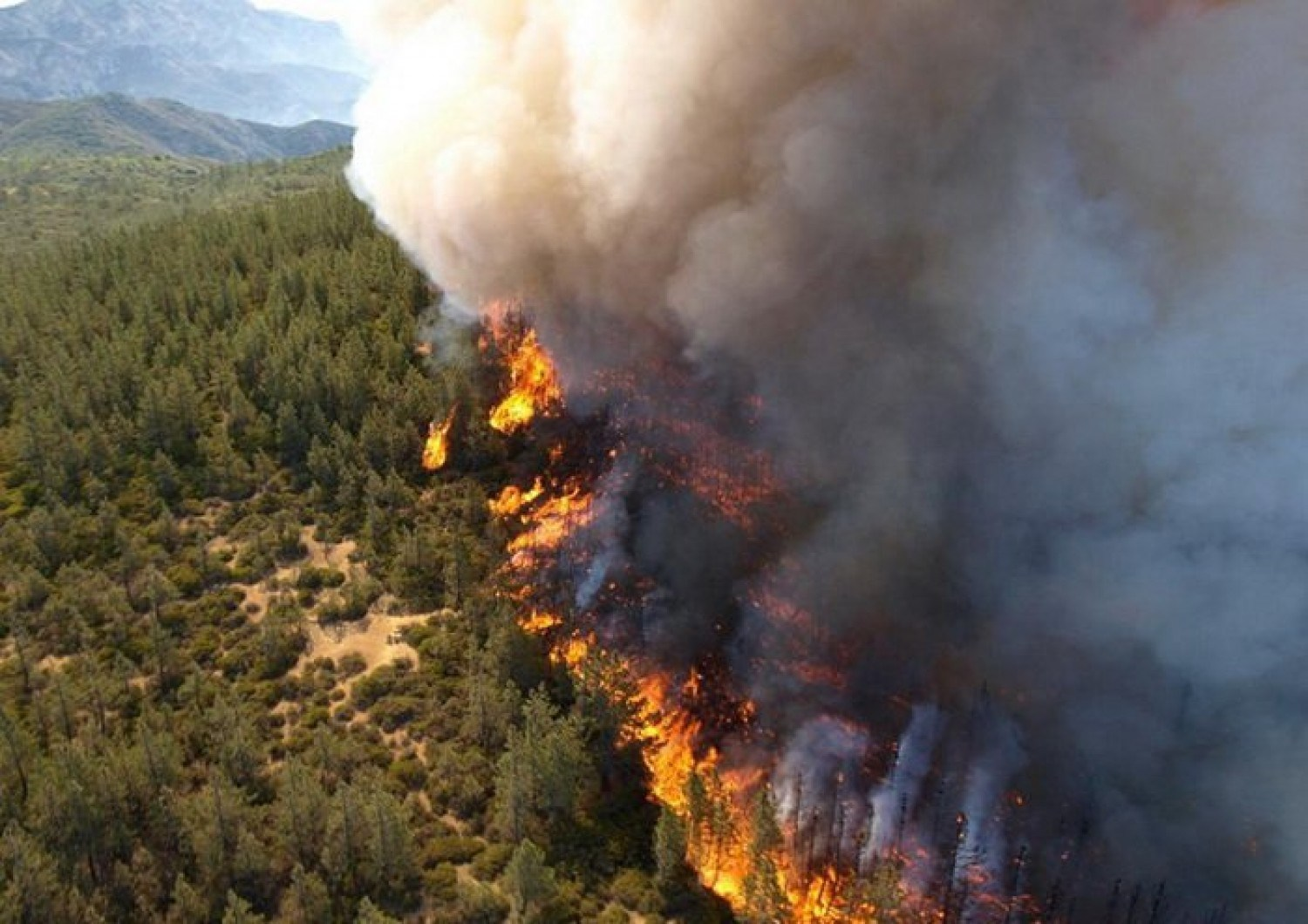
منظر جوي لحرائق الغابات

تؤدي حرائق الغابات إلى تدمير الأنظمة البيئية التي تعيش بداخلها بالكامل، حيث لا يتبق سوى الرماد و تؤدي إلى موت الكائنات الحية بداخلها و هجرتها إلى أماكن أخرى. وكذلك تؤدي حرائق الغابات إلى فقدان العديد من الأخشاب القيّمة التي تصل أعمارها إلى مئات السنين مما يؤدي إلى الخسائر المادية الكبيرة للدول التي تحتويها بسبب أهمية الأخشاب في صناعة العديد من المواد الخام.
كما تشكل حرائق الغابات عامل كبير من عوامل الزحف الصحراوي للقارات، حيث تمثل الغابات موانع لزحف الكثبان الرملية تمثل العديد من مصادر التربة الخصبة، وكذلك تتسبب الحرائق في تدمير العديد من المناطق السكنية المجاورة للغابات.

## آثار مفيدة أحيانًا
بعض الحرائق تساعد على التخلص من بعض الأشجار الكثيفة التي تحجب الضوء عن بقية النباتات والأشجار والتي لا تعطيها الفرصة للنمو والانتشار، وكذلك النباتات التي تعتمد في تكاثرها على الحرائق مثل بعض أنواع الصنوبر، وبعض أنواع بانكسيا، مثل بانكسيا سيسيليس وبانكسيا بريونوتس، حيث تنفتح مخاريط بذورها بفعل الحرارة المرتفعة الناتجة عن الحريق، مما يساهم في تجديد الغطاء النباتي في المناطق التي تنمو بها." 
لذلك فهي تساهم بتشكيل غابات جديدة في مساحات جديدة، وبهذا تنشأ حياة جديدة مع أماكن نمو الأشجار. وتقوم الحرائق أيضا بالقضاء على العديد من الحشرات التي تعيش متطفلة داخل جذوع الأشجار متنقلة بينها لإصابتها بالعدوى، لذا فإن هناك بعض الحدائق التي يقوم المسؤولون عنها بعمل بعض الحرائق المصطنعة لتحقيق الفائدة المرجوة منها.

## طرق مكافحة الحرائق
تسعى معظم الدول بالتعاون مع هيئات مكافحة الكوارث الطبيعية والأمم المتحدة إلى مقاومة حرائق الغابات و الحد من انتشارها، كما يحدث في بعض الدول بهدف زيادة مساحة الأراضي الزراعية للحصول على المحاصيل. ومن وسائل مكافحة حرائق الغابات لدى الدول المتقدمة، وحدات التدخل السريع للمساعدة في إطفاء حرائق الغابات، حيث تعتمد هذه الوحدات على العديد من الوسائل لإطفاء الحرائق مثل استخدام المواد المضادة للنيران، وهي عبارة عن أملاح غير سامة لمقاومة النيران؛ إلى جانب استخدام المياه و تعتمد أيضا على طائرات مجهزة بمواد للإطفاء، ومعدات الحفر التي تستخدم في إزالة أجزاء من الغابة للحد من انتشار الحريق، وأيضًا من وسائل إيقاف الحرائق إشعال فرق الإطفاء لبعض الحرائق الصغيرة في طريق الحرائق لتعترض طريق انتشارها.

## أنواع الحرائق
تَستند الجهات المختصّة إلى معايير معيَّنة تُحدّد من خلالها نوع العاصفة النّاريّة وأبرز هذه المعايير هي طبيعة الأعشاب المُنتشرة، علوِّها عن سطح الأرض، و نسبة الرّطوبة فيها كما أن شكل الأرض يلعب دوراً أساسيّاً في تحديد نسبة ضوء الشّمس التي تُصيب المنطقة ما يُؤثّر على كميّة المياه الموجودة هناك، إذا وجدَت. أنواع الحرائق هي:
- الحرائق التّاجيّة (Crown Fires): هي الأكثر خطورةً خاصّةً إذا طالت المدن والمباني المجاورة. علاوةً على ذلك، من الممكن أن تُعطّل النّيران المُرتفعة حركة الملاحة الجويّة فوق المنطقة المنكوبة.
- الحرائق المتوسّطة (Ladder Fires): تلتهم ألسنة النّار كل النّباتات المتوسّطة والمنخفضة الارتفاع كما أن الأعشاب التي تتسلّق الأشجار تُساهم في تحويل هذه الشّعلات إلى حرائق تاجيّة.
- الحرائق السّطحيّة (Surface Fires): تجتاح النّار في هذه الحالة الحياة النّباتيّة المنتشرة على المستوى الأرضيّ من الغابة.[5]
- الحرائق الأرضيّة (Ground Fires): يتغذّى هذا النّوع من الجذور الموَزّعة تحت الأرض ومن المواد العضويّة لكن هذا لا يعني أن هذا الصّنف غير مؤذي إذ بإمكان النّار أن تشتعل لأيّام أو أسابيع طويلة من دون أن يرصدها إنسان.[5]

## أسوء العواصف النّاريّة
يَذكر التّاريخ عدّة كوارث سببها العواصف النّاريّة كما شهد العالم حوادث كبيرة في السّنوات الأخيرة، و من أبرزها:
- حريق بشتيغو (Peshtigo Fire): وقع هذا الحريق عام 1871، وما زال حتّى اليوم يُصنَّف الأقوى في التّاريخ بسبب نتائجه الكارثيّة، وأهمّها عدد الضّحايا غير المؤكّد حتّى الآن لكن من المتوقع أن عددهم يتراوح بين 1500 و 2500 قتيل.
- حريق 1910 العظيم (Great Fire of 1910): حصدت هذه الكارثة 80 قتيل أبرزهم رجال إطفاء، كما امتدّت النّيران على مسافات هائلة سمحت بتصنيف هذه العاصفة على أنّها الأكبر في تاريخ الولايات المتّحدة الأمريكيّة. هذا الحريق هو السّبب الرّئيسي خلف تطوير قوانين الحماية من العواصف النّاريّة وتحسين وسائل مواجهتها.
- حريق كاليفورنيا 2017 (Northern California Fires of 2017): يُعتبر هذا الحريق الأقوى في السّنوات الأخيرة، وهو الأقوى في تاريخ هذه الولاية الأمريكيّة إذ دمّر ما يُقارب 6000 مبنى، هَجّر حوالي 100 ألف شخص واجتاح مسافة تتخطّى 85 ألف هكتاراً.

## وصلات داخلية
- بيئة
- حريق
- حرائق غابات البرازيل 2019